# Callispa angonina
Callispa angonina es un coleóptero de la familia Chrysomelidae.
Fue descrita científicamente por primera vez en 1935 por Franz Spaeth.